# Sýkora uzdičková
Sýkora uzdičková (Baeolophus wollweberi) je malý zpěvný pták z čeledi sýkorovitých.
Svrchu je převážně šedá, ze spodní strany bílá s tmavě šedě zbarvenými končetinami, na hlavě má výraznou černou kresbu, šedočernou chocholku, černé hrdlo a krátký černý zobák.
K životu preferuje zejména dubové lesy a jalovcové porosty ve vyšších nadmořských výškách na území východní a jihovýchodní Arizony a jihozápadního Nového Mexika ve Spojených státech až po jižní Mexiko. Je stálá a přes zimu se často připojuje k menším smíšeným hejnům. Potravu vyhledává zejména na stromech, kde přednostně požírá hmyz, zejména housenky, ale také semena a různé plody. Často si tvoří také zásobárny, kam si ukládá potravu pro pozdější potřebu. Hnízdí v dutinách stromů, často již i vyhloubených a opuštěných datly, které vystýlá měkkým materiálem.